# Maria Huntington
Maria Huntington (13 de marzo de 1997) es una atleta finlandesa, nacida en el Reino Unido, que compite en pruebas combinadas.

## Carrera deportiva
De madre finlandesa y padre inglés, nació en el Reino Unido y se mudó a Finlandia con su familia cuando tenía cinco años. Ostenta la doble nacionalidad, si bien deportivamente compite con Finlandia.
En 2015 participó en su primer heptatlón como profesional, en el Campeonato Europeo de Atletismo Sub-20 que se celebró en Eskilstuna (Suecia), donde acabó decimotercera, consiguiendo 5214 puntos en el cómputo total. Para 2016, en el Campeonato Mundial de Atletismo Sub-20 (en la ciudad polaca de Bydgoszcz), pudo completar las cuatro pruebas iniciales (100 m vallas, salto de altura, lanzamiento de peso y 200 metros lisos), retirándose en la prueba de jabalina. Al no poder finalizar el heptatlón, quedó descalificada.
Em 2017, recuperaría las buenas sensaciones físicas en el Campeonato Europeo de Atletismo Sub-23, celebrado nuevamente en Polonia, donde fue vigesimosegunda en el heptatlón con 5327 puntos. Mejoraría su marca y puntuación al año siguiente en el Campeonato Europeo de Atletismo de Berlín, donde quedó decimonovena con 5731 puntos.
2019 no fue el año para Huntington. De las dos pruebas importantes a las que asistió no concluyó ninguna por lesiones. En el Campeonato Europeo de Atletismo Sub-23 de Gävle (Suecia), consiguió realizar las tres primeras, lesionándose sin poder empezar los 200 metros; en la cita de Doha (Catar), en el Campeonato Mundial de Atletismo, pese a que alcanzara esa última prueba, se retiraría al término de la misma, sin llegar al salto de altura.
En 2021, después de quedar postergados los Juegos Olímpicos de Tokio a consecuencia de la pandemia por el coronavirus, Huntington viajó a Japón con la representación finlandesa para participar en las pruebas combinadas del heptatlón, quedando en el decimoséptimo lugar de la clasificación final, sumando 6135 puntos.

## Resultados por competición

### Por temporada
| Representando a Finlandia | Representando a Finlandia              | Representando a Finlandia | Representando a Finlandia | Representando a Finlandia | Representando a Finlandia |
| ------------------------- | -------------------------------------- | ------------------------- | ------------------------- | ------------------------- | ------------------------- |
| Año                       | Competición                            | Lugar                     | Puesto                    | Modalidad                 | Marca                     |
| 2015                      | Campeonato Europeo de Atletismo Sub-20 | Eskilstuna                | 13.ª                      | Heptatlón                 | 5214 pts.                 |
| 2016                      | Campeonato Mundial de Atletismo Sub-20 | Bydgoszcz                 | -                         | Heptatlón                 | DNF                       |
| 2017                      | Campeonato Europeo de Atletismo Sub-23 | Bydgoszcz                 | 22.ª                      | Heptatlón                 | 5327 pts.                 |
| 2018                      | Campeonato Europeo de Atletismo        | Berlín                    | 19.ª                      | Heptatlón                 | 5731 pts.                 |
| 2019                      | Campeonato Europeo de Atletismo Sub-23 | Gävle                     | -                         | Heptatlón                 | DNF                       |
| 2019                      | Campeonato Mundial de Atletismo        | Doha                      | -                         | Heptatlón                 | DNF                       |
| 2021                      | Juegos Olímpicos                       | Tokio                     | 17.ª                      | Heptatlón                 | 6135 pts.                 |

### Mejores marcas
| Disciplina                        | Marca        | Lugar        | Fecha                 |
| --------------------------------- | ------------ | ------------ | --------------------- |
| 60 metros lisos (pista cubierta)  | 7,73 s.      | Tampere      | 31 de enero de 2021   |
| 100 metros lisos (exterior)       | 11,91 s.     | Tampere      | 3 de agosto de 2020   |
| 200 metros lisos (exterior)       | 24,24 s.     | Turku        | 15 de agosto de 2020  |
| 200 metros lisos (pista cubierta) | 25,85 s.     | Tampere      | 13 de febrero de 2016 |
| 800 metros lisos (exterior)       | 2:19,28 min. | Tokio        | 5 de agosto de 2021   |
| 800 metros lisos (pista cubierta) | 2:24,02 min. | Tallin       | 6 de febrero de 2022  |
| 60 metros vallas (pista cubierta) | 8,16 s.      | Tampere      | 23 de enero de 2022   |
| 100 metros vallas (exterior)      | 13,09 s.     | Lappeenranta | 2 de agosto de 2019   |
| Salto de altura                   | 1,85 m.      | Gävle        | 11 de julio de 2019   |
| Salto de longitud                 | 6,53 m.      | Götzis       | 29 de mayo de 2021    |
| Lanzamiento de peso               | 13,36 m.     | Tampere      | 6 de febrero de 2021  |
| Lanzamiento de jabalina           | 46,31 m.     | Tampere      | 23 de julio de 2020   |
| Pentatlón                         | 6339 pts.    | Lappeenranta | 3 de agosto de 2019   |
| Heptatlón                         | 4476 pts.    | Tallin       | 6 de febrero de 2022  |